# Lagtävlingen i hoppning i ridsport vid olympiska sommarspelen 2012
Lagtävlingen i hoppning i ridsport vid olympiska sommarspelen 2012 var en av sex ridsportgrenar som avgjordes under de olympiska sommarspelen 2012. 

## Medaljörer
| Gren | Guld                                                            | Silver                                                                          | Brons                                                                              |
| Lag  | Storbritannien Scott Brash Peter Charles Ben Maher Nick Skelton | Nederländerna Marc Houtzager Gerco Schröder Maikel van der Vleuten Jur Vrieling | Saudiarabien Ramzy Al Duhami Abdullah Al Saud Kamal Bahamdan Abdullah Al Sharbatly |

## Kvalificering

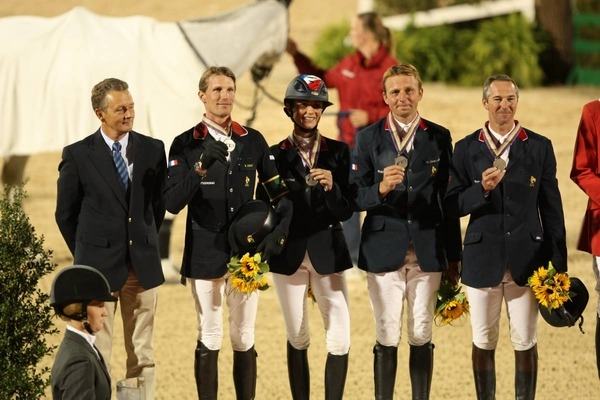
Det franska bronslaget vid Ryttar-VM 2010 som där säkrade en fransk lagplats i OS 2012

För lagtävlingen fanns det från början totalt 15 platser tillgängliga, var av en var reserverad för värdlandet Storbritannien. Varje lag består av fyra ekipage. Fem lagplatser fördelades till de fem bäst placerade länderna vid Ryttar-VM 2010 Lexington, Kentucky, Tyskland, Frankrike, Belgien, Brasilien och Kanada. Tre platser fördelades vid europamästerskapen 2011 till Nederländerna, Sverige och Schweiz. Tre platser fördelades vid Panamerikanska spelen 2011 till USA, Mexiko och Chile. Från Asien, Oceanien och Afrika så kvalificerades tre lag Saudiarabien, Australien och 
Ukraina.

## Resiltat
| Placering | Land           | Runda 1 | Runda 1   | Runda 2         | Runda 2         | Jump off | Jump off  |
| Placering | Land           | Straff  | Placering | Straff          | Placering       | Straff   | Placering |
| --------- | -------------- | ------- | --------- | --------------- | --------------- | -------- | --------- |
| 1         | Storbritannien | 4       | 2         | 4               | 1               | 0        | 1         |
| 2         | Nederländerna  | 4       | 2         | 4               | 1               | 12       | 2         |
| 3         | Saudiarabien   | 1       | 1         | 13              | 3               |          |           |
| 4         | Schweiz        | 4       | 2         | 12              | 4               |          |           |
| 5         | Kanada         | 5       | 6         | 21              | 5               |          |           |
| 6         | Sverige        | 4       | 2         | 24              | 6               |          |           |
| 6         | USA            | 8       | 7         | 20              | 6               |          |           |
| 8         | Brasilien      | 8       | 7         | 59              | 8               |          |           |
| 9         | Mexiko         | 10      | 9         | Ej kvalificerad | Ej kvalificerad |          |           |
| 10        | Australien     | 12      | 10        | Ej kvalificerad | Ej kvalificerad |          |           |
| 10        | Tyskland       | 12      | 10        | Ej kvalificerad | Ej kvalificerad |          |           |
| 12        | Frankrike      | 14      | 12        | Ej kvalificerad | Ej kvalificerad |          |           |
| 13        | Belgien        | 16      | 13        | Ej kvalificerad | Ej kvalificerad |          |           |
| 14        | Ukraina        | 21      | 14        | Ej kvalificerad | Ej kvalificerad |          |           |
| 15        | Chile          | 22      | 15        | Ej kvalificerad | Ej kvalificerad |          |           |

| Placering | Namn | Omgång 1     | Omgång 1 | Omgång 2     | Omgång 2 | Lagets totala straff | Jump-off     | Jump-off | Jump-off                | Jump-off |
| Placering | Namn | Straff       | Straff   | Straff       | Straff   | Lagets totala straff | Straff       | Straff   | Tid                     | Tid      |
| Placering | Namn | Individuellt | Lag      | Individuellt | Lag      | Lagets totala straff | Individuellt | Lag      | Individuellt            | Lag      |
| --------- | --- | ------------ | -------- | ------------ | -------- | -------------------- | ------------ | -------- | ----------------------- | -------- |
| 1         | Storbritannien Scott Brash Peter Charles Ben Maher Nick Skelton                                         | 4 8 0        | 4        | 0 5 4 0      | 4        | 8                    | 4 0          | 0        | 48,01 61,27 48,14 47,27 |          |
| 2         | Nederländerna Marc Houtzager Gerco Schroder Maikel Van Der Vleuten Jur Vrieling                         | 0 4 0 8      | 4        | 0 4 0 8      | 4        | 8                    | 4 – 8 0      | 4        | 52,40 – 48,18 48,54     |          |
| 3         | Saudiarabien Ramzy Al Duhami HRH Prince Abdullah Al Saud Kamal Bahamdan Abdullah Waleed Sharbatly       | 0 1 4        | 1        | 4 5 6        | 13       | 14                   |              |          |                         |          |
| 4         | Schweiz Paul Estermann Steve Guerdat Werner Muff Pius Schwizer                                          | 0 4 0        | 4        | 8 4 12 0     | 12       | 16                   |              |          |                         |          |
| 5         | Kanada Tiffany Foster Jill Henselwood Eric Lamaze Ian Millar                                            | DSQ 4 1 0    | 5        | DSQ 9 8 4    | 21       | 26                   |              |          |                         |          |
| =6        | Sverige Rolf-Göran Bengtsson Lisen Fredricson Jens Fredricson Henrik von Eckermann                      | 0 4 8 0      | 4        | 8 12 4 16    | 24       | 28                   |              |          |                         |          |
| =6        | USA Richard Fellers Reed Kessler Beezie Madden McLain Ward                                              | 0 8 4        | 8        | 8 12 4 8     | 20       | 28                   |              |          |                         |          |
| 8         | Brasilien Álvaro de Miranda Neto Carlos Motta Ribas Rodrigo Pessoa Jose Roberto Reynoso Fernandez Filho | 0 – 4        | 8        | 8 – 5 46     | 59       | 67                   |              |          |                         |          |
| 9         | Mexiko Jaime Azcarragua Federico Fernandez Alberto Michan Halbinger Nicolas Pizarro                     | 12 6 0 4     | 10       |              |          |                      |              |          |                         |          |
| =10       | Australien Julia Hargreaves James Paterson-Robinson Edwina Tops-Alexander Matt Williams                 | 8 4 0 12     | 12       |              |          |                      |              |          |                         |          |
| =10       | Tyskland Christian Ahlmann Marcus Ehning Janne Friederike Meyer Meredith Michaels-Beerbaum              | 4 8          | 12       |              |          |                      |              |          |                         |          |
| 12        | Frankrike Simon Delestre Olivier Guillon Penelope Leprevost Kevin Staut                                 | 6 4 8 4      | 14       |              |          |                      |              |          |                         |          |
| 13        | Belgien Dirk Demeersman Jos Lansink Philippe le Jeune Gregory Wathelet                                  | 8 4 8 4      | 16       |              |          |                      |              |          |                         |          |
| 14        | Ukraina Bjorn Nagel Katharina Offel Aleksandr Onishchenko Cassio Rivetti                                | 4 12 23 5    | 21       |              |          |                      |              |          |                         |          |
| 15        | Chile Rodrigo Carrasco Tomas Couve Correa Carlos Milthaler Samuel Parot                                 | 17 5 8 9     | 22       |              |          |                      |              |          |                         |          |